# Сасквеганна-Трейлс (Пенсільванія)
Сасквеганна-Трейлс (англ. Susquehanna Trails) — переписна місцевість (CDP) в США, в окрузі Йорк штату Пенсільванія. Населення — 2179 осіб (2020).

## Географія
Сасквеганна-Трейлс розташована за координатами 39°45′30″ пн. ш. 76°22′6″ зх. д. / 39.75833° пн. ш. 76.36833° зх. д. (39.758356, -76.368402).  За даними Бюро перепису населення США в 2010 році переписна місцевість мала площу 8,11 км², уся площа — суходіл.

## Демографія
Згідно з переписом 2010 року, у переписній місцевості мешкали 2264 особи в 817 домогосподарствах у складі 602 родин. Густота населення становила 279 осіб/км².  Було 949 помешкань (117/км²).
Расовий склад населення:
| - 96,7 % — білих - 0,9 % — чорних або афроамериканців - 0,3 % — корінних американців - 0,2 % — азіатів |

До двох чи більше рас належало 1,9 %. Частка іспаномовних становила 1,2 % від усіх жителів.
За віковим діапазоном населення розподілялося таким чином: 26,0 % — особи молодші 18 років, 67,7 % — особи у віці 18—64 років, 6,3 % — особи у віці 65 років та старші. Медіана віку мешканця становила 38,0 року. На 100 осіб жіночої статі у переписній місцевості припадало 103,0 чоловіків;  на 100 жінок у віці від 18 років та старших — 105,1 чоловіків також старших 18 років.
Середній дохід на одне домашнє господарство  становив 66 653 долари США (медіана — 63 068), а середній дохід на одну сім'ю — 72 737 доларів (медіана — 68 389). Медіана доходів становила 44 028 доларів для чоловіків та 44 712 долари для жінок. За межею бідності перебувало 10,9 % осіб, у тому числі 10,3 % дітей у віці до 18 років та 17,2 % осіб у віці 65 років та старших.
Цивільне працевлаштоване населення становило 1407 осіб. Основні галузі зайнятості: роздрібна торгівля — 16,3 %, освіта, охорона здоров'я та соціальна допомога — 13,9 %, будівництво — 13,7 %.